# Мун Дя Хен
Мун Дя Хен (1887 год, провинция Хамгён, Корея — 1954 год, село Весёлое, Саркандский район, Алма-Атинская область, Казахская ССР) — колхозник, бригадир полеводческой бригады колхоза «МОПР» Каратальского района Талды-Курганской области, Казахская ССР. Герой Социалистического Труда (1948).

## Биография
Родился в 1887 году в Корее.
В 1905 году вместе с родителями эмигрировал в Российскую империю, где проживал в селе Шкотово Ольгинского уезда Приморского края.
С 1930-х годов трудился рядовым колхозником в колхозе «МОПР» Шмаковского района. В 1937 году депортирован на спецпоселение в Талды-Курганскую область Казахской ССР. С 1938 года работал бригадиром полеводческой бригады в сельскохозяйственной артели имени МОПРа Каратальского района Талды-Курганской области.
В 1947 году бригада, руководимая Мун Дя Хеном, собрала 30,3 центнера пшеницы с каждого гектара на участке площадью 22 гектаров. Указом Президиума Верховного Совета СССР от 28 марта 1948 года удостоен звания Героя Социалистического Труда с вручением ордена Ленина и золотой медали «Серп и Молот».
С 1952 года проживал в селе Весёлое (сегодня — Шатырбай) Саркандского района Алма-Атинской области, где скончался в 1954 году. Похоронен на кладбище этого же села.